# Kotrimoksazol
Kotrimoksazól je zdravilo s kombinacijo dveh učinkovin, sulfametoksazola in trimetoprima, navadno v razmerju 5:1. Gre za antibiotik s širokim spektrom delovanja, ki se uporablja za zdravljenje številnih bakterijskih okužb, in sicer okužb sečil, kožnih okužb s proti meticilinu odpornim Staphylococcus aureus (MRSA), potovalne driske, okužb dihal, kolere itd. Uporablja se za preprečevanje in zdravljenje pnevmocistične pljučnice in toksoplazmoze pri bolnikih s hivom/aidsom in drugih bolnikih z oslabelim imunskim sistemom. Uporablja se skozi usta in intravensko.
Pogosti neželeni učinki kotrimoksazola so slabost, bruhanje, izpuščaj in driska. Pride lahko tudi do hudih preobčutljivostnih reakcij ali okužbe s Clostridium difficile. Uporaba med nosečnostjo se odsvetuje. Podatki kažejo, da je uporaba med dojenjem varna (če je dojenec zdrav). Zdravilo deluje baktericidno – ubije bakterijske celice. Zavira sintezo in izrabo folata v bakterijah.
Kotrimoksazol je prišel na trg leta 1974. Uvrščen je na seznam osnovnih zdravil Svetovne zdravstvene organizacije, torej med najpomembnejša učinkovita in varna zdravila, potrebna za normalno zagotavljanje zdravstvene oskrbe. Na trgu so večizvorna (generična) zdravila.

## Klinična uporaba
Kotrimoksazol je v preteklosti veljal za učinkovitejše zdravilo za zdravljenje bakterijskih okužb v primerjavi z uporabo katere od posameznih učinkovin, torej samega sulfametoksazola ali samega trimetoprima. Kasnejše ugotovitve tega niso podprle. V številnih državah so zaradi znatnih neželenih učinkov, vključno s preobčutljivostnimi reakcijami, njegovo uporabo omejili le na določene indikacije. Učinkovit je pri raznih okužbah zgornjih in spodnjih dihal, ledvic in nasploh sečil, prebavil, kože in ran, pri sepsah in drugih okužbah, ki jih povzročajo za klotrimoksazol občutljive bakterije. Pri toksoplazemskem horioretinitisu tudi preprečuje njegovo ponovitev. Zaradi svetovnega problema čedalje večje odpornosti bakterij proti antibiotikom postaja uporaba kotrimoksazola zopet aktualnejša.

### Občutljivi povzročitelji
Bakterije, proti katerim izkazuje kotrimoksazol učinkovitost, vključujejo:
- Acinetobacter spp.
- Aeromonas hydrophila
- Alcaligenes/Achromobacter spp.
- Bartonella henselae
- Bordetella pertussis (povzročitelj oslovskega kašlja)
- Brucella spp.
- Burkholderia cepacia
- Burkholderia mallei (povzročitelj smrkavosti)
- Burkholderia pseudomallei (povzročitelj melioidoze)
- Chlamydia trachomatis (povzročitelj klamidijske okužbe)
- Chryseobacterium meningosepticum
- Citrobacter spp.
- Enterobacter spp.
- Escherichia coli
- Haemophilus influenzae
- Hafnia alvei
- Kingella spp.
- Klebsiella granulomatis
- Klebsiella pneumoniae
- Legionella spp.
- Listeria monocytogenes (povzročitelj listerioze)
- Moraxella catarrhalis
- Morganella morganii
- Mycobacterium tuberculosis (povzročitelj tuberkuloze)
- Neisseria gonorrhoeae (povzročitelj gonoreje)
- Neisseria meningitidis (povzročitelj meningokoknega meningitisa)
- Nocardia spp.
- Plesiomonas shigelloides
- Pneumocystis jirovecii
- Proteus mirabilis
- Proteus vulgaris
- Providencia rettgeri
- Providencia stuartii
- Salmonella typhi (povzročitelj tifusa)
- netifusne vrste rodu Salmonella
- Serratia spp.
- Shigella spp.
- Staphylococcus aureus
- Staphylococcus epidermidis
- Staphylococcus saprophyticus
- Stenotrophomonas maltophilia
- Streptococcus agalactiae
- Streptococcus faecalis
- Streptococcus pneumoniae
- Streptococcus pyogenes
- Streptococcus viridans
- Toxoplasma gondii (povzročitelj toksoplazmoze)
- Tropheryma whippelii (povzročitelj Whipplove bolezni)
- Vibrio cholerae (povzročitelj kolere)
- Yersinia enterocolitica
- Yersinia pestis (povzročitelj kuge)
- Yersinia pseudotuberculosis

Izrazito za kotrimoksazol neobčutljive bakterije so le Pseudomonas aeruginosa, mikoplazme in Francisella tularensis (povzročitelj tularemije).

## Varnost
Pogosti neželeni učinki kotrimoksazola so slabost, bruhanje, izpuščaj in driska. Pride lahko tudi do hudih preobčutljivostnih reakcij ali okužbe s Clostridium difficile.
V zelo redkih primerih lahko pride tudi do življenjsko ogrožajočih reakcij na koži (stevens-johnsonov sindrom in toksična epidermalna nekroliza).
Med uporabo se je treba izogibati pitju alkoholnih pijač, ker lahko pride do reakcije z rdečico, potenjem, motnjami srčnega ritma in zaspanostjo.

## Mehanizem delovanja
Kombinacija učinkovin sulfametoksazola in trimetoprima deluje na dveh ravneh sinteze tetrahidrofolne kisline, aktivne oblike folne kisline. Le-ta sodeluje v biosintezi purinov in s tem v biosintezi nukleinskih kislin bakterij.